# Condado de Casa Saavedra
El condado de Casa Saavedra es un título nobiliario español concedido por el rey Fernando VII el 1 de mayo de 1817 al limeño Francisco Arias de Saavedra y Santa Cruz, regidor perpetuo de Lima, coronel de infantería. Fue el penúltimo título concedido en el Virreinato del Perú.

## Condes de Casa Saavedra
|     | Titular                                  | Periodo   |
| --- | ---------------------------------------- | --------- |
| I   | Francisco Arias de Saavedra y Santa Cruz | 1817-1823 |
| II  | Juana de la Puente y del Risco           | 1877-1902 |
| III | Juan de Goyeneche y de la Puente         | 1902-1940 |
| IV  | Juan María de Goyeneche y San Gil        | 1952-1991 |
| V   | Alfredo de Goyeneche y Moreno            | 1998-2002 |
| VI  | Javier de Goyeneche y Marsans            | 2004-hoy  |

## Historia de los condes de Casa Saavedra
- Francisco Arias de Saavedra y Santa Cruz (Lima, 1746-1823), I conde de Casa Saavedra, alcalde de Lima y rector de la Universidad de San Marcos.

Casó en 1780 con Petronila Bravo de Lagunas y Castilla, Zavala, II  marquesa de Torreblanca, de quien tuvo descendencia.
El título fue rehabilitado en 1877 por Alfonso XI en favor de la bisnieta del I conde.
- Juana de la Puente y del Risco (Lima, 1843-San Sebastián, 1918), II condesa de Casa Saavedra[1] y VII marquesa de Villafuerte

Casó en 1860 con Juan Mariano de Goyeneche y Gamio,  III conde de Guaqui, grande de España. En 28 de enero de 1902, por cesión, le sucedió su hijo:
- Juan de Goyeneche y de la Puente (Lima, 1863-21 de junio de 1940), III conde de Casa Saavedra,[1] IV conde de Guaqui,[2] grande de España, y VIII marqués de Villafuerte.

En 9 de mayo de 1952, le sucedió su sobrino:
- Juan María de Goyeneche y San Gil (París, 28 de junio de 1903-4 de julio de 1991), IV conde de Casa Saavedra,[1] VI marqués de Artasona, VIII marqués de Corpa, V conde de Guaqui, grande de España,[2] IX marqués de Villafuerte y V conde de Ruiz de Castilla.[3]

Casó el 5 de febrero de 1936, en Madrid, con María del Carmen Moreno y Torres, hija de Alfredo Moreno Osorio, I conde de Santa Marta de Babío. En 6 de febrero de 1998 le sucedió su hijo:
- Alfredo de Goyeneche y Moreno (San Sebastián, 15 de diciembre de 1938-Miranda de Ebro, 16 de marzo de 2002),[4] V conde de Casa Saavedra,[1] VII marqués de Artasona, VI conde de Guaqui,[2] y presidente del Comité Olímpico Español.

Casó el 4 de mayo de 1966 con Cristina Marsans Astoreca, (Madrid, 9 de mayo de 1946-agosto de 2018). En 1 de septiembre de 2004 le sucedió su hijo:
- Javier de Goyeneche y Marsans,  VI conde de Casa Saavedra,[1] VIII marqués de Artasona,[6] VII conde de Guaqui, grande de España,[2] XI marqués de Villafuerte y empresario.[5]

Casó con Macarena Rey en 2003, en Ibiza.